# Nathalie Sarles

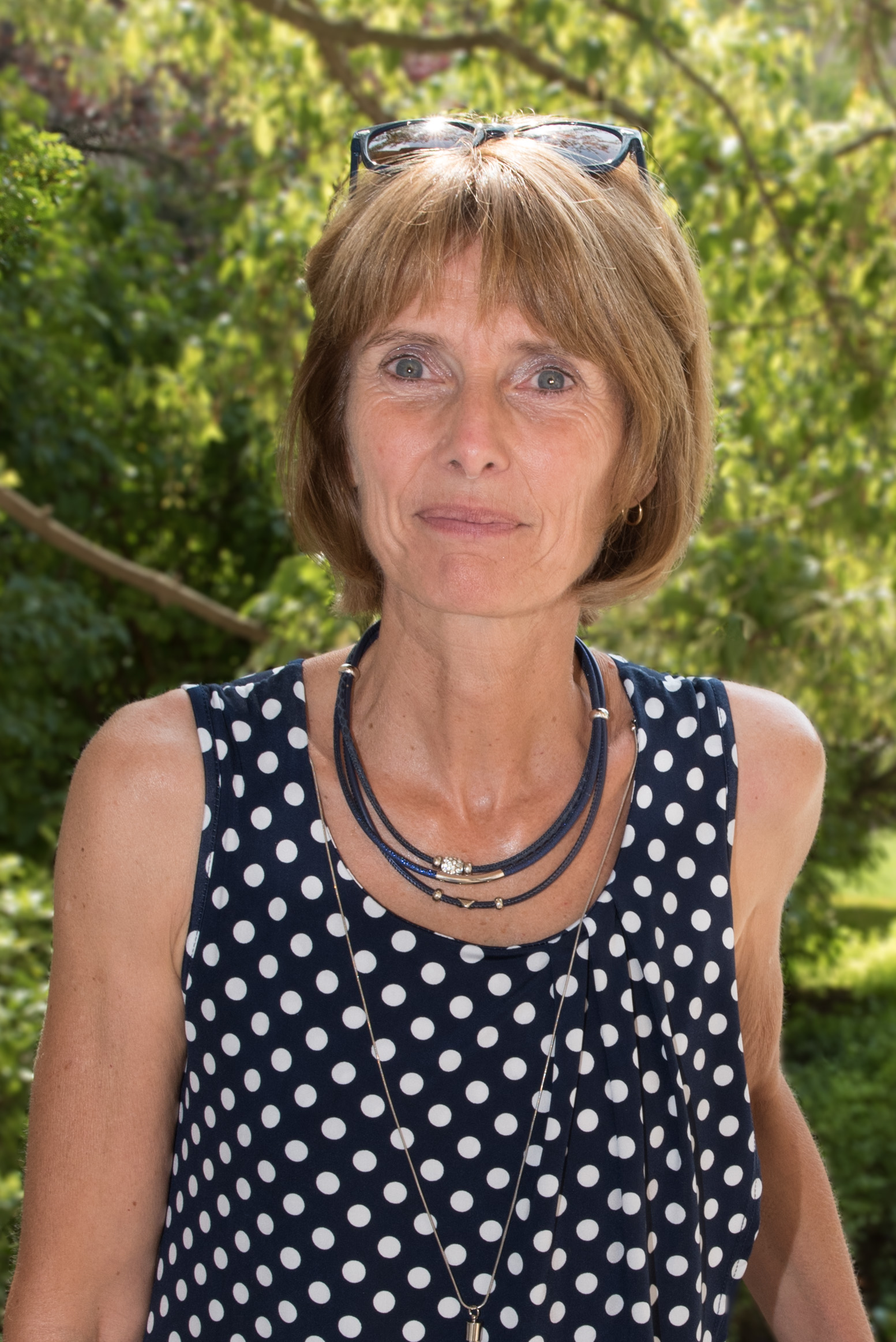
Nathalie Sarles

Nathalie Sarles (geboren am 17. April 1962 in Valence, Département Drôme) ist eine französische Krankenschwester und eine Politikerin der Partei  Democratic Movement (MoDem), die von 2017 bis 2022 den 5. Wahlkreis des Départements Loire in der Nationalversammlung vertrat.

## Politische Laufbahn
Sarles war Krankenschwester, als sie Gemeinderätin in Villerest wurde.
In der Nationalversammlung war sie Mitglied im Ausschuss für nachhaltige Entwicklung und für Raum- und Regionalplanung.
2020 schloss sie sich der Strömung (später Partei) En commun an.
Sie blieb bei der Parlamentswahl 2022 als Kandidatin von MoDem erfolglos; ihr Nachfolger wurde Antoine Vermorel-Marques.

## Standpunkte
Im Jahr 2020 stellte sich Sarles gegen die Mehrheit der LREM-Fraktion  und enthielt sich bei einer wichtigen Abstimmung über ein viel diskutiertes Sicherheitsgesetz, das von ihren Kollegen Alice Thourot und Jean-Michel Fauvergue ausgearbeitet worden war und unter anderem dazu diente, das Filmen von Polizeikräften einzuschränken.